# Ninet Tayeb

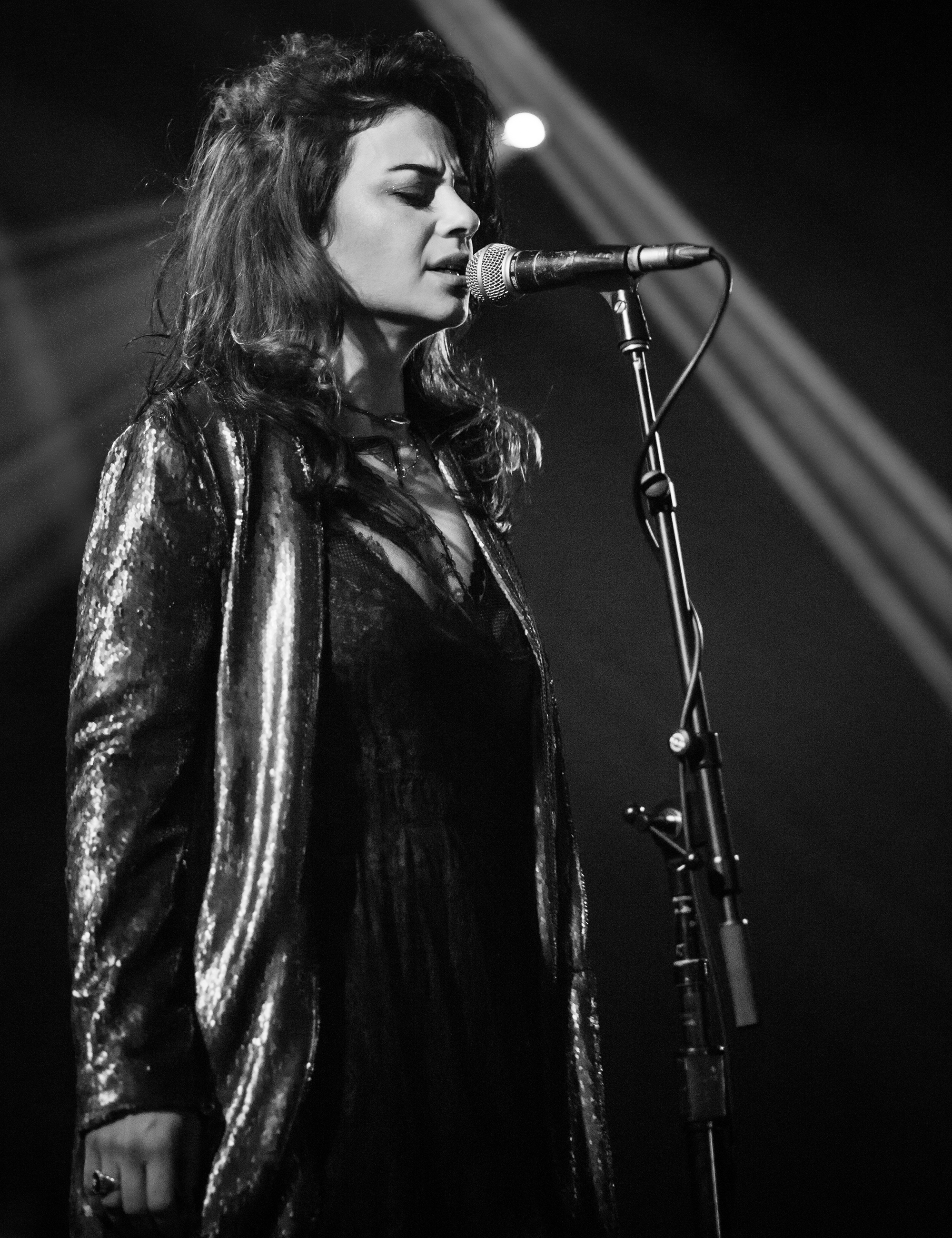
Ninet Tayeb 2017

Ninet Tayeb (hebräisch נינט טייב; * 21. Oktober 1983 in Kirjat Gat) ist eine israelische Sängerin tunesischer Abstammung und erste Gewinnerin der israelischen Fernsehshow Kochav Nolad (wörtlich: Ein Star wird geboren), einer israelischen Show ähnlich Pop Idol, jedoch nicht zu diesem Franchise gehörend.

## Leben und Karriere
Tayeb gewann die israelische Castingshow Kochav Nolad im Alter von 19 Jahren, während sie zeitgleich ihren Militärdienst ableistete. Von 2004 bis 2006 spielte sie die Hauptrolle in der Telenovela HaSchir Schelanu (Unser Lied). Ihr erstes Album Jechefa (hebräisch יחפה,dt.: barfuß) wurde von Aviv Geffen komponiert und produziert und erschien im September 2006. Es wurde über 20.000-mal verkauft und erreichte damit Goldstatus. Ninet veröffentlichte 2009 das Album "Kommunikativ", jenes wurde von der israelischen Rockband Rockfour produziert. Ihr drittes Album "Sympathetic Nervous System" erschien im Jahr 2012. Das Album wurde in Liverpool im Sommer 2011 zusammen mit der Band Rockfour aufgenommen. Alle Songs des Albums wurden von Tayeb geschrieben und komponiert, die musikalische Produktion wurde vom Produzenten Mike Crossey geleitet und im Motor-MuseumStudio in Liverpool aufgenommen.
Im Jahr 2013 veröffentlichte Ninet ihr viertes Album "Alle Tiere wissen" ("All the Animals Knew", hebräisch: כל החיות ידעו, Kol HaHayot Yad'u). Das Album wurde von Yossi Mizrachi (den Ninet später heiratete) und Idan Rabinovici, Mitglied der israelischen Indie-Rock-Band Acollective produziert.
International bekannt wurde sie 2015 durch ihre Mitwirkung am Album Hand. Cannot. Erase. von Steven Wilson. Auch auf dem im August 2017 herausgekommenen Studioalbum To The Bone von Steven Wilson ist sie wieder zu hören. Sie tritt auch bei Konzerten mit Steven Wilson, wie der 2018er To The Bone-Tour auf.
Tayeb veröffentlichte das "Paper Parachute"-Album am 3. Februar 2017.

## Diskografie

### Alben
- 2006: Barefoot
- 2009: Communicative
- 2012: Sympathetic Nervous System
- 2013: All the Animals Knew
- 2017: Paper parachute
- 2023: I Got Up to Dance

### Singles (Auswahl)
- 2006: היא יודעת
- 2006: הכל יכול לקרות
- 2011: Crazy (mit Red Band)
- 2014: I Put A Spell On You (mit Red Band)
- 2015: Routine (mit Steven Wilson)
- 2017: Pariah (mit Steven Wilson)
- 2017: Blank Tapes (mit Steven Wilson)
- 2018: גיבור
- 2018: Self Destructive Mind
- 2019: Can’t Feel My Face (mit Red Band)
- 2022: Black Velvet (mit Infected Mushroom)
- 2022: לא לפחד כלל
- 2023: עולם משוגע (mit Tuna)
- 2023: ככה זה (mit Tuna)
- 2023: Rock Bottom (mit Steven Wilson)

## Filmografie
- 2003–2009: Kochav Nolad
- 2004: Ha-Shir Shelanu
- 2004: Sof Ha'Olam Smola
- 2009: Kirot – The Assassin Next Door
- 2014: Saguri Imperia
- 2016: Fauda (TV-Serie)
- 2018: When Heroes Fly (TV-Serie)

## Auszeichnungen
- Töne und Stimmen – Erster Platz, 2001. Kokhav Nolad – Erster Platz, 2003.  Golden Screen Awards – gewann die beste Schauspielerin in einem Daily Drama, 2005.  Pnai Plus Magazin – Das schöne Projekt "Right People" – Erster Platz, 2005.  Shir Nolad – Erster Platz, 2006.
- 2007: Best Female Singer bei den Israel Music Awards[1]  Die israelischen Musik Channel Awards – gewann Singer Of the Year Award, 2007.  Jerusalem Radio – Sänger des Jahres, 2007.  Menschen des Jahres – nominiert für Person des Jahres in Musicals in den Jahren 2006 und 2009.  Song of The Decade Projekt (Channel 24 und Galgalatz) – Sänger der Jahrzehnt Nominierung.  MTV Europe Music Awards – Won Israels Lieblingsakt, 2009.  MTV Europe Music Awards – Won Israels Lieblingsakt, 2012.